# 世紀球場
世紀球場（西班牙語：Estadio Centenario）是一座位於烏拉圭蒙特維多戰場公園的足球場，該球場乃是為了1930年世界盃足球賽而興建的。興建時間從1929年開始，至1930年完工，同時亦是用作慶祝通過第1部烏拉圭憲法100周年。國際足總後來把此球場同聖西羅球場、舊溫布利球場、馬拉卡納體育場、阿茲特克體育場、聖地亞哥·伯納烏球場等，一起列為經典球場。1983年7月18日，國際足總將世紀球場列入國際足球史紀念碑，使此球場成為世界上唯一一座擁有該稱號的獨特建築。
目前該球場是烏拉圭國家足球隊的主場，而烏拉圭國家隊在此球場比賽時一直維持傲人的戰績，儘管對上足球強國巴西也是如此。總計巴西隊在世紀球場對上烏拉圭隊的20場比賽中，只有獲得3次勝利，雖然只有一場是官方比賽。

## 歷史
世紀球場的興建是南美洲與全球足球史上重要的里程碑之一，該球場主要是為了1930年世界盃足球賽而興建的，外籍工人們儘靠9個月就將球場完工，創下當時最快的建造紀錄；球場名稱則是為了慶祝通過第1部烏拉圭憲法100周年而來。
1930年世界盃足球賽的主辦單位最初計畫將所有賽事皆在世紀球場舉行，但因蒙特維多雨季導致球場工程進度落後，部分賽事只能轉移至佩納羅爾競技俱樂部的主場普斯圖斯球場及蒙特維多國民足球會的主場大公園中央球場進行。球場的開幕典禮最後在1930年7月18日舉行，及時趕上1930年世界盃足球賽賽事，其舉辦的首場比賽為分組賽第3組烏拉圭對秘魯，烏拉圭最後以1-0得勝，而赫克托·卡斯特羅是該場比賽唯一踢進球得分的足球員。

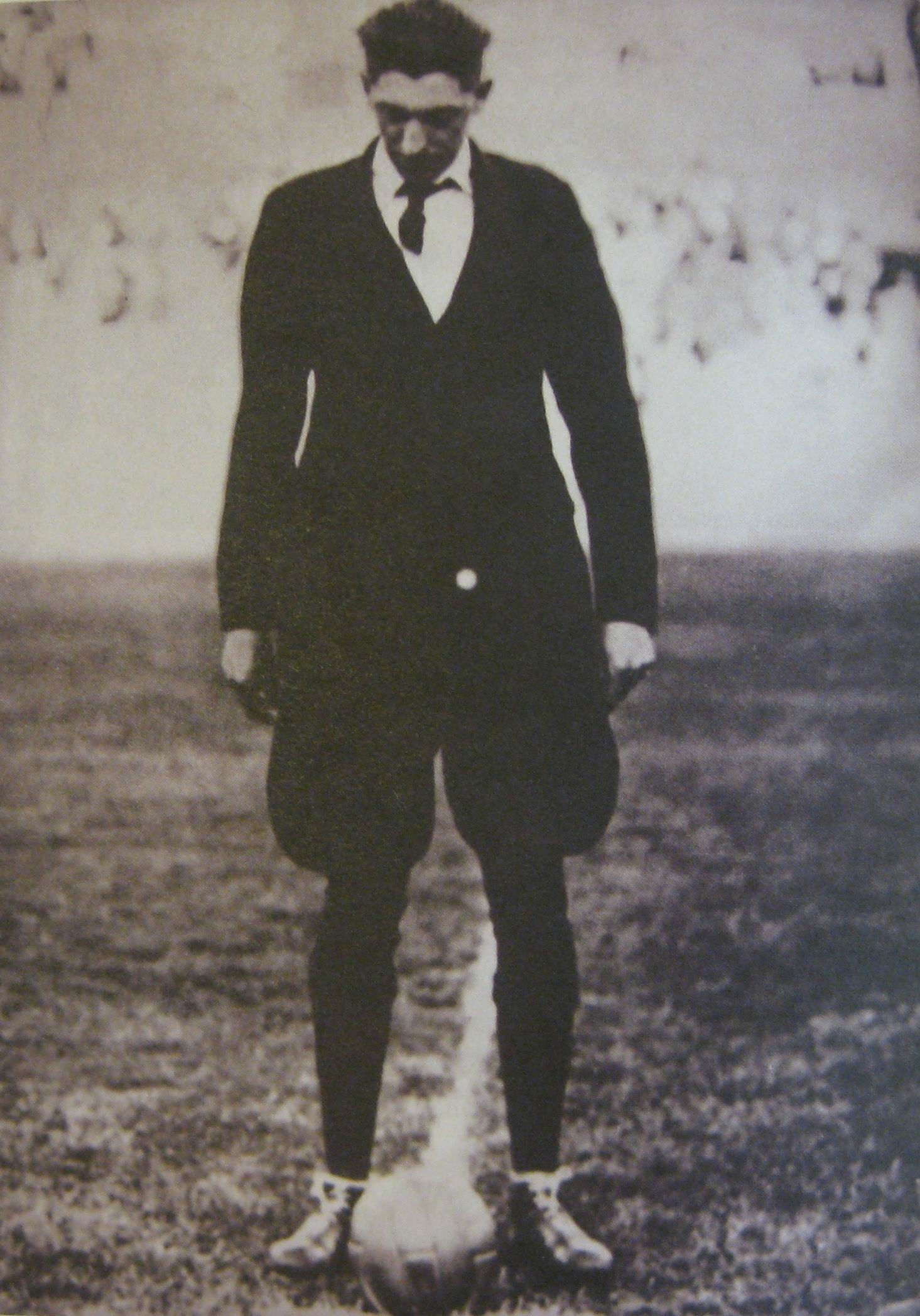
比利時籍裁判約翰·蘭格努斯是1930年國際足總世界盃決賽的主審裁判。

首場世界盃決賽同樣在世紀球場舉行，由地主國烏拉圭對上阿根廷，最終烏拉圭以4-2擊敗阿根廷，奪得世界盃足球賽的首屆冠軍。在接下來的日子裡，世紀球場還舉辦過美洲盃足球賽（1942年、1956年、1967年、1995年）、南美洲青年足球錦標賽（1979年、2003年）、南美洲U-17足球錦標賽（1999年）、以及1980年世界冠軍金盃足球賽等多項國際賽事。

## 承租單位
包含烏拉圭國家足球隊，任何足球俱樂部都可以租用世紀球場，來舉行主場比賽。佩納羅爾競技俱樂部曾使用世紀球場當作主場，蒙特維多國民足球會則是在一些國際賽事時租用世紀球場舉行比賽。其他的烏拉圭足球俱樂部則是經常在對抗佩納羅爾和蒙特維多國民隊時，租用世紀球場舉行比賽。

## 球場看台
世紀球場共有4座看台，並由4條通道互相分離。最主要的看台名為奧林匹克看台（Olympic Tribune），共可容納21,648名觀眾，其名稱是為了紀念烏拉圭足球代表團在1924年與1928年的夏季奥林匹克运动会足球比赛奪得金牌而歸。另外3座看台售票較便宜，因而較受到大眾青睞，這3座看台分別名為科倫布（紀念烏拉圭足球代表團在1924年夏季奥林匹克运动会足球比赛奪冠的球場地點法國科倫布）、阿姆斯特丹（紀念烏拉圭足球代表團在1928年夏季奥林匹克运动会足球比赛奪冠的球場地點荷蘭阿姆斯特丹）、美洲。科倫布看台可容納13,914名觀眾，而阿姆斯特丹看台可容納13,923名觀眾。美洲看台位在奧林匹克看台正對面，阿姆斯特丹與科倫布看台則在奧林匹克看台兩側。球場另設有VIP包廂，供1,882名觀眾使用，在平台區提供給2,911名觀眾的容納空間，另外在看台區也有提供5,957名觀眾的空間供人使用。

## 音樂會
世紀球場除了提供足球比賽用外，也有提供給國際藝術家及歌手舉辦音樂會及演唱會，包括史密斯飛船、布萊恩·亞當斯、槍與玫瑰、保羅·麥卡尼、洛·史都華、羅克塞特、滾石樂隊等知名團體或歌手，皆曾在此球場舉行過大型音樂會及演唱會。

## 照片集

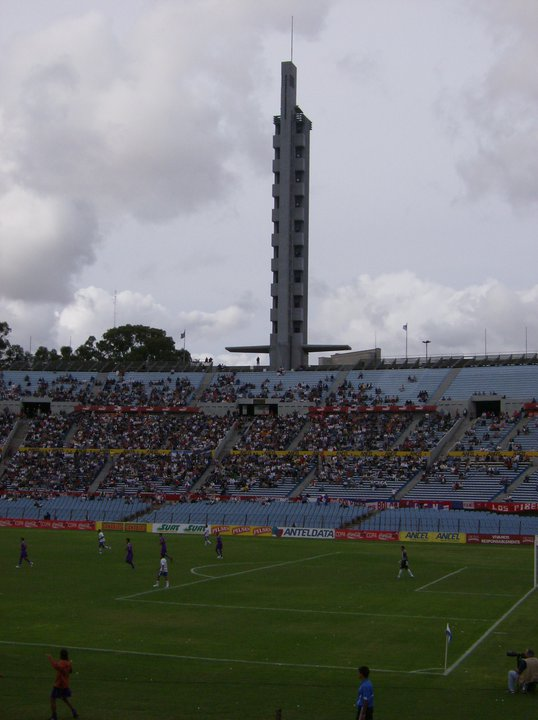
奧林匹克看台與紀念碑
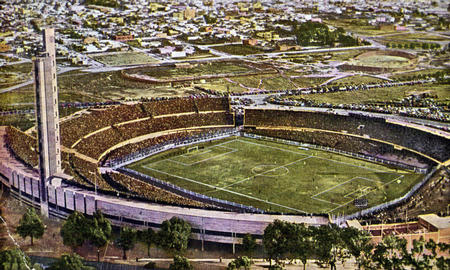
1930年時世紀球場

## 外部連結
- Estadio Centenario （页面存档备份，存于）
- Stadium images （页面存档备份，存于）
- Gigapan Estadio Centenario. （页面存档备份，存于）

| 前任： 無                                      | 世界盃足球賽 決賽地點 1930年   | 繼任： 国家法西斯党国家体育场 罗马市 |
| 前任： 智利國家體育場 聖地牙哥                 | 南美足球錦標賽 決賽地點 1942年 | 繼任： 智利國家體育場 聖地牙哥       |
| 前任： 伊西德罗·罗梅罗·卡尔沃纪念球场 瓜亞基爾 | 美洲盃足球賽 決賽地點 1995年   | 繼任： 赫爾南多·西萊斯體育場 拉巴斯  |